# Крістофер Фааруп
Крістофер Фааруп (дан. Christoffer Faarup; 28 грудня 1992, Орхус) — данський гірськолижник. Учасник зимових Олімпійських ігор 2014 та 2018 років.